# Penacova (freguesia)
Penacova es una freguesia portuguesa del concelho de Penacova, con 31,75 km² de superficie y 3.584 habitantes (2001). Su densidad de población es de 112,9 hab/km².